# 粗齿冷水花
粗齿冷水花（学名：Pilea sinofasciata）是荨麻科冷水花属的植物，是中国的特有植物。分布于中国大陆的广西、云南、陕西、江西、安徽、湖北、甘肃、四川、湖南、浙江、广东、贵州等地，生长于海拔700米至2,500米的地区，多生在山地林下阴湿处，目前尚未由人工引种栽培。

## 别名
扁化冷水花（云南植物名录） 扇花冷水花（广西植物名录） 宫麻（四川东部） 紫绿草（湖南） 阿伯秀（苗语）

## 异名
- Pilea fasciata Franch.